# 14e gala des prix Félix
Les Lauréats des prix Félix en 1992, artistes québécois œuvrant dans l'industrie de la chanson, ont reçu leurs récompenses à l'occasion du quatorzième Gala de l'ADISQ, animé par René Simard et qui eut lieu le 18 octobre 1992.

## Interprète masculin de l'année
- Richard Séguin

Autres nommés : Dan Bigras, Luc de Larochellière, Pierre Flynn, Jean Leloup, Michel Rivard et Roch Voisine.

## Interprète féminine de l'année
- Marie Carmen

Autres nommées : Joe Bocan, Joane Labelle, Marie Philippe, Marjo, Ginette Reno.

## Révélation de l'année
- Kathleen

Autres nommés : Daniel Bélanger, Bourbon Gauthier, Joane Labelle, Nicolas.

## Groupe de l'année
- les B.B.

Autres nommés : la Bottine Souriante, Hart Rouge, Paparazzi, Vilain Pingouin.

## Auteur-compositeur de l'année
- Pierre Flynn

Autres nommés : Joe Bocan, Jean-Pierre Isaac, Christian Mistral, Richard Séguin.

## Artiste s'étant le plus illustré hors Québec
- Roch Voisine

Autres nommés : Luc de Larochellière, Céline Dion, Carole Laure, Jean Leloup.

## Artiste s'étant illustré dans une langue autre que le français
- Céline Dion

Autres nommés : Bootsauce, Carole Laure, Aldo Nova, Roch Voisine.

## Artiste de la francophonie s'étant le plus illustré au Québec
- Patrick Bruel

Autres nommés : Alain Bashung, Francis Cabrel, Lara Fabian, Liane Foly.

## Chanson populaire de l'année
- Aux portes du matin de Richard Séguin

Autres nommées : À toi de Laurence Jalbert, Donne-moi ma chance de les B.B., La lune d'automne de Michel Rivard, Lettre à un cowboy de Mitsou, Ma génération de Luc de Larochellière, Maude de Joe Bocan, Prends bien garde de Julie Masse, Prends ma main de Joane Labelle, Y'a des matins de Marjo.

## Album le plus vendu
- Dion chante Plamondon de Céline Dion

Autres nommés : Snob de les B.B., Julie Masse de Julie Masse, L'album du peuple de François Pérusse, Aux portes du matin de Richard Séguin.

## Album pop de l'année
- L'essentiel de Ginette Reno

Autres nommés : À cause de lui de Pier Béland, Bleu blanc blues de Jean-Pierre Ferland, De bouche à oreilles de Louise Forestier, Les enchaînés de Carl William.

## Album rock de l'année
- Tue-moi de Dan Bigras

Autres nommés : Prophétie de 6 A.M., Cocoman de Capitaine Nô, Wéké! de Madame, Deux de Nicolas.

## Album pop-rock de l'année
- Aux portes du matin de Richard Séguin

Autres nommés : Snob de les B.B., Miel et venin de Marie Carmen, Dion chante Plamondon de Céline Dion, Le goût de l'eau... et autres chansons naïves de Michel Rivard.

## Album country de l'année
- Tard le soir sur la route de Gildor Roy

Autres nommés : Avec vous tous... pour le temps des Fêtes de la famille Daraîche, J'ai rien pour me plaindre de Bourbon Gauthier, Croire au bonheur de Georges Hamel, Authentique de Renée Martel.

## Album folk de l'année
- Jusqu'aux p'tites heures de la Bottine Souriante

## Album jazz de l'année
- Michel Cusson & The Wild Unit de Michel Cusson

## Album nouvel-âge de l'année
- Le feu sacré de Daniel Berthiaume (en)

## Album classique de l'année
- Alvaro Pierri d'Alvaro Pierri

## Album enfants de l'année
- Passe-partout rigolos (Artistes variés)

## Album humour de l'année
L'album du peuple de François Pérusse
Autres nommés : À mourir de rire de Gil Tibo, Anthologie du plaisir de Rock et Belles Oreilles, Les meilleurs mômans de la Jungle, Noël dans la Jungle de la Jungle.

## Spectacle de l'année - auteur-compositeur-interprète
- Aux portes du matin de Richard Séguin

Autres nommés : Halloween de Jean Leloup, Le nouveau spectacle des B. B. de les B.B., Les liaisons acoustiques de Jim Corcoran, L'émotion de Roch Voisine.

## Spectacle de l'année - interprète
- L'essentiel... la suite de Ginette Reno

Autres nommés : Jusqu'aux p'tites heures de la Bottine Souriante, Sylvie Bernard de Sylvie Bernard, Le rendez-vous de Marie-Denise Pelletier.

## Spectacle de l'année - humour
- Marie-Lise Pilote de Marie-Lise Pilote

Autres nommés : Nouvelle administration Lévesque & Turcotte de Dominique Lévesque et Dany Turcotte.

## Vidéoclip de l'année
- Opium de Daniel Bélanger

Autres nommés : 1990 de Jean Leloup, L'aigle noir de Marie Carmen, Maude de Joe Bocan, Y'a des matins de Marjo.

## Hommage
- Jean Grimaldi

## Sources
Gala de l'ADISQ 1992